# Sân bay Dadal
Sân bay Dadal là một sân bay công cộng nằm tại Dadal, thủ phủ tỉnh Khovd tại Mông Cổ.